# قطعنامه ۱۱۲۰ شورای امنیت
قطعنامه ۱۱۲۰ شورای امنیت سازمان ملل متحد که در تاریخ ۱۴ ژوئیه ۱۹۹۷ تصویب شد، سندی بین‌المللی دربارهٔ بررسی وضعیت در کرواسی است. این قطعنامه طی نشست ۳۸۰۰ام با ۱۵ رای موافق، ۰ مخالف و ۰ ممتنع تصویب شد.